# Leslie Caron
Pour les articles homonymes, voir Caron.
Leslie Caron est une actrice et danseuse franco-américaine, née le 1er juillet 1931 à Boulogne-Billancourt. Elle reçoit un Golden Globe, deux BAFTA et un Primetime Emmy Award, en plus de deux nominations aux Oscars.
Elle commence sa carrière comme ballerine et fait ses débuts au cinéma dans la comédie musicale Un Américain à Paris (1951), suivi de rôles dans L'Homme au manteau noir (1951), La Ruelle du péché (1952) et Histoire de trois amours (1953), avant son rôle d'orpheline dans Lili (1953), qui lui vaut le BAFTA de la meilleure actrice étrangère et des nominations aux Oscars et aux Golden Globes.
Elle tient des rôles principaux dans des films tels que La Pantoufle de verre (1955), Papa longues jambes (1955), Gigi (1958), Fanny (1961), qui lui valent tous deux valu des nominations aux Golden Globes, Sept Heures avant la frontière (1962), La Chambre indiscrète (1962), Grand méchant loup appelle (1964) et Le Coup de l'oreiller (1965). Pour son rôle de femme enceinte célibataire dans La Chambre indiscrète, Leslie Caron, en plus de recevoir une deuxième nomination aux Oscars, remporte le Golden Globe de la meilleure actrice dans un film dramatique et un second BAFTA.
Ses autres rôles importants figurent dans Paris brûle-t-il ? (1966), L'Homme qui aimait les femmes (1977), Valentino (1977), Damage (1992), Les Drôles de Blackpool (1995), Le Chocolat (2000) et Le Divorce (2003). En 2007, elle remporte le Primetime Emmy Award de la meilleure actrice invitée dans une série télévisée dramatique pour avoir incarné une victime de viol dans New York, unité spéciale.

## Biographie

### Enfance, formation et débuts
Née de l'union d'un père français, Jean-Claude Caron, pharmacien, et d'une mère américaine, Margaret Petit, elle-même danseuse à Broadway et native de Seattle, Leslie Caron commence des études de danse classique à Paris à l’âge de 9 ans.
Entrée à 16 ans dans la troupe des ballets des Champs-Élysées de Roland Petit, elle tient, en 1948, le rôle du Sphinx dans le ballet de David Lichine La Rencontre, où elle est découverte par Gene Kelly qui est dans la salle et la choisit comme partenaire pour le film qu'il prépare avec Vincente Minnelli, Un Américain à Paris (1951).
Ne parlant pas anglais et n'ayant jamais joué devant une caméra, elle trouve le tournage difficile. Il fallait entre autres danser sur un sol en béton qui faisait mal aux jambes et aux hanches. Elle trouve en revanche Gene Kelly d'une précision mathématique avec l'imaginaire d'un enfant.

### Carrière

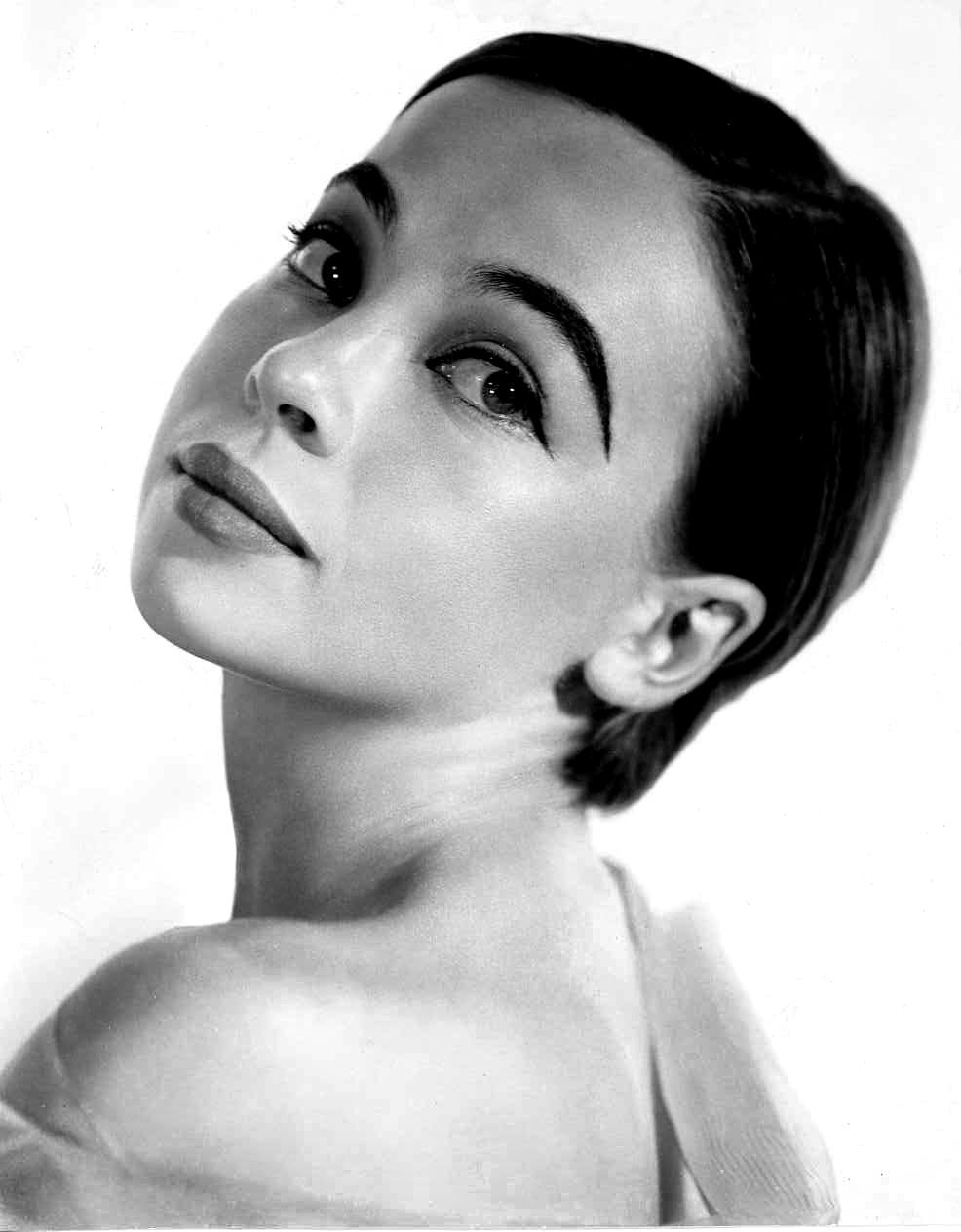
Photo publicitaire de Leslie Caron dans les années 1960.

L’énorme succès public et critique d'Un Américain à Paris lui ouvre les portes de Hollywood. Elle décroche un contrat avec la Metro-Goldwyn-Mayer (MGM), pour laquelle elle tourne notamment :
- Lili (1953) de Charles Walters, où elle joue le rôle d'une jeune orpheline de 16 ans, à la recherche d'un emploi, qui échoue dans un parc d'attractions et dont l'imaginaire la fait côtoyer un magicien coureur de jupons (Jean-Pierre Aumont) et une troupe de marionnettistes, composée entre autres de Mel Ferrer et Kurt Kasznar ;
- Papa longues jambes (1955) de Jean Negulesco, où elle danse avec Fred Astaire sur une chorégraphie de Roland Petit[3] ;
- Gigi (1958), fondé sur la nouvelle et son adaptation théâtrale par Colette et Anita Loos, également sous la direction de Vincente Minnelli, où elle côtoie Maurice Chevalier et Louis Jourdan. C'est Leslie Caron elle-même qui a suggéré au producteur cinématographique Arthur Freed de faire un film à partir du roman[3]. Le film est tourné en partie en décors naturels, notamment au bois de Boulogne pour la scène d'ouverture du film et chez Maxim's, le célèbre restaurant parisien.

Après une dernière grande production américaine, Fanny (1961), adaptation de la célèbre Trilogie marseillaise de Marcel Pagnol et de sa version musicale créée à Broadway en 1954, la comédienne apparaît dans quelques superproductions, comme Paris brûle-t-il ? (1966) de René Clément, mais surtout dans des films plus intimistes ou d'auteurs comme Jeux d'adultes (1967) de Nanni Loy, Sérail (1976) d'Eduardo de Gregorio, L'Homme qui aimait les femmes (1977) de François Truffaut ou bien encore La Diagonale du fou (1984) de Richard Dembo.
Coprésidente du jury de la Berlinale 1989 , elle choisit de revenir s'installer en France après 40 ans passés à l'étranger afin de refaire du cinéma dans son pays d'origine mais reçoit peu de propositions. À l’affiche en 2001 dans Le Chocolat de Lasse Hallström aux côtés de Juliette Binoche, elle s'installe à Londres en janvier 2013. La même année, elle joue Suzanne de Persand dans Le Divorce de James Ivory, puis participe à Justice en accusation, un épisode écrit pour elle de la série télévisée américaine New York, unité spéciale, et qui lui permet de remporter l'Emmy de la meilleure actrice invitée dans une série dramatique en 2007.
Son étoile sur le Hollywood Walk of Fame est dévoilée le 8 décembre 2009 sur Hollywood Boulevard, entre celles de Gene Kelly et Louis Jourdan.

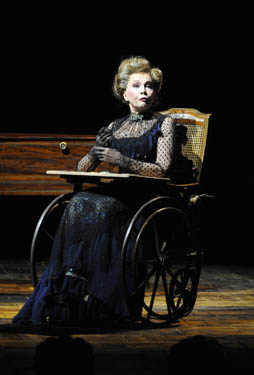
Leslie Caron dans la comédie musicale A Little Night Music au théâtre du Châtelet en 2010.

En février 2010, elle joue sur la scène du théâtre du Châtelet à Paris le rôle de Madame Armfeldt dans la comédie musicale A Little Night Music de Stephen Sondheim, inspirée du film Sourires d'une nuit d'été d'Ingmar Bergman.
Elle retrouve en 2016 un rôle important à l'écran : celui d'une aristocrate excentrique dans la série télévisée britannique The Durrells sous la direction de son fils, Christopher Hall.

### Vie privée
Leslie Caron a été mariée trois fois :
- de 1951 à 1955 avec le compositeur américain Geordie Hormel (1928–2006).
- de 1956 à 1965 avec Peter Hall (1930-2017), célèbre metteur en scène de théâtre britannique avec qui elle a eu deux enfants : Christopher (né en 1957) et Jennifer (née en 1958) ;
- de 1969 à 1980 avec le réalisateur et scénariste américain Michael Laughlin (1938–2021)

Alors qu'elle est mariée avec Peter Hall, elle rencontre à un dîner organisé pour fêter sa nomination aux Oscars pour La Chambre indiscrète en 1963 l'acteur Warren Beatty qui est un de ses grands admirateurs. Ils entament alors une liaison qui durera au moins deux ans.
Leslie et l'acteur néerlandais Robert Wolders formaient un couple de 1994 à 1995.
En 1985, Leslie Caron et son frère Aimery ont intenté un procès à la maîtresse de leur défunt père pour récupérer une part de l'héritage, dont ils avaient été privés en infraction à la loi française, ce qui a donné lieu à un célèbre arrêt de droit international privé.
Elle a ouvert et tenu durant quinze ans le restaurant de cuisine traditionnelle « La Lucarne aux chouettes » à Villeneuve-sur-Yonne, celui-ci a été revendu en 2010. Elle louait près de là le Moulin-Neuf de Chaumot, qui avait appartenu au prince François-Xavier de Saxe (1730-1806).

## Théâtre
- 1955 : Orvet de Jean Renoir, mise en scène de l'auteur, théâtre de la Renaissance, Paris
- 1955 : Gigi d'Anita Loos d'après Colette, mise en scène de Peter Hall, New Theatre, Londres
- 1961 : La Sauvage de Jean Anouilh, BBC, Londres
- 1961 : Ondine de Jean Giraudoux, mise en scène de Peter Hall, Aldwych Theatre, Londres
- 1965 : Carola de Jean Renoir, mise en scène de Norman Lloyd, PBS, Los Angeles
- 1975–1981 : 13, rue de l'amour (Monsieur chasse !) de Georges Feydeau, adaptation anglaise de Mawby Green et Ed Feilbert, mise en scène de Basil Langton, États-Unis et Australie
- 1978 : Can-Can, comédie musicale de Cole Porter et Abe Burrows, mise en scène de John Bishop, États-Unis et Canada
- 1983 : The Rehearsal (La Répétition)  de Jean Anouilh, mise en scène de Gillian Lynne, Royaume-Uni
- 1984 : On Your Toes, comédie musicale de Richard Rodgers et Lorenz Hart, mise en scène de George Abbott, États-Unis
- 1985 : One for the Tango (Apprends-moi Céline) de Maria Pacôme, adaptation anglaise de Mawby Green et Ed Feilbert, mise en scène de Pierre Epstein, États-Unis
- 1985 : L'Inaccessible de Krzysztof Zanussi, mise en scène de l'auteur, Petit Odéon (Paris) et festival de Spoletto (Italie)
- 1991 : Grand Hotel d'après Vicky Baum, mise en scène de Tommy Tune, Berlin
- 1995 : George Sand et Chopin de Bruno Villien, festival de Greenwich, Angleterre
- 1997 : Nocturne for Lovers, mise en scène de Kado Kostzer, festival de Chichester, Angleterre
- 1998 : Apprends-moi Céline de Maria Pacôme, mise en scène de Raymond Acquaviva, France
- 1999 : Readings from Colette et Nocturne for lovers, mise en scène de Roger Hodgeman, festival de Melbourne (Australie)
- 2009 : Thank Heaven, Théâtre national de Londres
- 2009 : A Little Night Music, comédie musicale de Stephen Sondheim, mise en scène de Lee Blakeley, théâtre du Châtelet (Paris)
- 2014 : Six Dance Lessons in Six Weeks de Richard Alfieri, mise en scène de Michael Arabian, Laguna Playhouse, Laguna Beach (Californie)

## Filmographie

### Cinéma

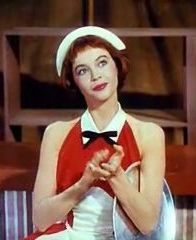
Leslie Caron dans Lili (1953).

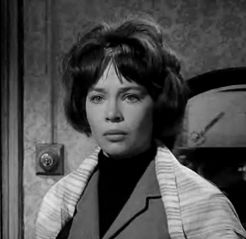
La Chambre indiscrète (The L-Shaped Room, 1962).

- 1951 : Un Américain à Paris de Vincente Minnelli :  Lise Bouvier
- 1951 : L'Homme au manteau noir de Fletcher Markle : Madeline Minot
- 1952 : La Ruelle du péché (Glory Alley) de Raoul Walsh : Angela Evans
- 1953 : Histoire de trois amours (The Story of Three Loves), segment Mademoiselle de Vincente Minnelli : Mademoiselle
- 1953 : Lili de Charles Walters : Lili Daurier
- 1955 : La Pantoufle de verre (The Glass Slipper) de Charles Walters : Ella
- 1955 : Papa longues jambes (Daddy Long Legs) de Jean Negulesco : Julie André
- 1956 : Gaby de Curtis Bernhardt : Gaby
- 1958 : Gigi de Vincente Minnelli : Gigi
- 1958 : Le Dilemme du docteur (The Doctor's Dilemma) d'Anthony Asquith : Madame Dubedat
- 1959 : L'Homme qui comprend les femmes (The Man Who Understood Women) de Nunnally Johnson : Ann Garantier
- 1960 : Austerlitz d'Abel Gance : Élisabeth Le Michaud d'Arçon
- 1960 : Les Rats de caves (The Subterraneans) de Ranald MacDougall : Mardou Fox
- 1961 : Fanny de Joshua Logan : Fanny
- 1962 : Sept heures avant la frontière (Guns of Darkness) d'Anthony Asquith : Claire Jordan
- 1962 : La Chambre indiscrète (The L-Shaped Room) de Bryan Forbes : Jane Fosset
- 1962 : Les Quatre Vérités, segment Les Deux Pigeons de René Clair : Annie
- 1964 : Grand méchant loup appelle (Father Goose) de Ralph Nelson : Catherine Freneau
- 1965 : Le Coup de l'oreiller (A Very Special Favor) de Michael Gordon : le docteur Lauren Boullard
- 1965 : Promise Her Anything d'Arthur Hiller : Michele O'Brien
- 1966 : Paris brûle-t-il ? de René Clément : Françoise Labé
- 1967 : Jeux d'adultes (Il padre di famiglia) de Nanni Loy : Paola
- 1970 : Madron de Jerry Hopper : sœur Mary
- 1971 : Chandler (Open Shadow) de Paul Magwood : Katherine Creighton
- 1976 : Sérail d'Eduardo de Gregorio : Céleste
- 1977 : L'Homme qui aimait les femmes de François Truffaut : Véra
- 1977 : Valentino de Ken Russell : Alla Nazimova
- 1979 : De l'or au bout de la piste (Goldengirl) de Joseph Sargent : Dr. Sammy Lee
- 1980 : Le Contrat (Kontrakt) de Krzysztof Zanussi : Penelope
- 1980 : Tous vedettes ! de Michel Lang : Lucille
- 1983 : L'Impératif (Imperativ) de Krzysztof Zanussi : la mère
- 1984 : La Diagonale du fou de Richard Dembo : Henia Liebskind
- 1990 : Guerriers et Captives d'Edgardo Cozarinsky : Madame Yvonne
- 1992 : Fatale de Louis Malle : la mère d'Anna Barton
- 1995 : Funny Bones de Peter Chelsom : Katie Parker
- 1999 : From Russia to Hollywood : The 100-Year Odissey of Chekhov and Shdanoff, documentaire de Frederick Keeve : elle-même
- 2000 : Le Chocolat (Chocolat) de Lasse Hallström : Madame Audel
- 2003 : Le Divorce de James Ivory : Suzanne de Persand

### Télévision

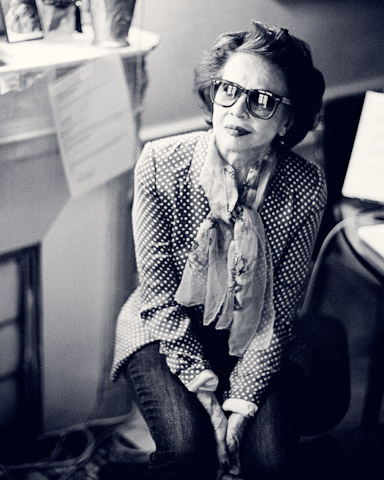
Leslie Caron en 2012.

- 1966 : Les Fables de la Fontaine (Série TV) : Any
- 1968 : Off to See the Wizard (Série TV) : Ella
- 1973 : Carola (téléfilm) : Carola Janssen
- 1974 : QB VII (Série TV) : Angela Kelno
- 1978 : Docteur Erika Werner de Paul Siegrist : Erika Werner
- 1980 : Le Contrat (Kontrakt) (téléfilm) : Pénélope
- 1981 : L'Oiseau bleu (téléfilm) : La Nuit
- 1982 : Die Unerreichbare de Krzysztof Zanussi (téléfilm) : Klaudia
- 1982 : Bizarre, Bizarre (Série TV) : Nathalie Vareille
- 1983 : Le chateau faible (Cinéma 16) (Série TV) : Alice
- 1984 : Master of the Game (Série TV) : Solange Dunas
- 1985 : Le Génie du faux de Stéphane Kurc
- 1986 : La croisière s'amuse (The Love Boat) de Bruce Bilson (Série TV) : Mme Duval
- 1987 : Falcon Crest (Série TV) : Nicole Sauguet
- 1988 : Un train pour Petrograd (Il treno di Lenin) (téléfilm) de Damiano Damiani : Nadejda Kroupskaïa
- 1989 : Au péril de ma vie (The Man Who Lived at the Ritz) (téléfilm) : Coco Chanel
- 1996 : L'Anneau de Cassandra (The Ring) (téléfilm) d'Armand Mastroianni : Madame de Saint-Marne
- 1999 : The Reef (téléfilm) : Regine De Chantelle
- 1999 : Jean-Pierre Aumont, charme et fou-rires (documentaire) de Patty Villiers : Elle-même
- 2000 : The Last of the Blonde Bombshells (téléfilm) : Madeleine
- 2001 : Le Crime de l'Orient-Express (Murder on the Orient Express) (téléfilm) : Signora Alvarado
- 2006 : New York, unité spéciale (Law & Order: Special Victims Unit) (Série TV) : Lorraine Delmas (saison 8, épisode 3)
- 2013 : Jo (Série TV) : Josette Lenoir
- 2016-2018 : La Folle Aventure des Durrell (The Durrells) (Série TV) : Comtesse Mavrodaki
- 2020 : Written on Water (téléfilm) : Pauline

### Narration
- The Lover (L'Amant) de Marguerite Duras sur cassettes
- Première Guerre mondiale à la radio américaine
- Le Martyre de saint Sébastien de Claude Debussy et Gabriele D'Annunzio, dirigé par Michael Tilson Thomas, London Symphony Orchestra, 1991
- Gigi de Colette, traduction anglaise de Roger Senhouse et Patrick Leigh Fernor, sur cassettes, 1996
- Sélection de textes de Colette en anglais enregistrée en public au Merkin Concert Hall de l'Abraham Goodman House à New York, 1996
- Babar and the Little Elephant de Jean de Brunhoff et Francis Poulenc pour l'ouverture du festival de Chichester, septembre 1997
- The Plutocrats de Michael Hastings d'après le roman-homonyme de Booth Tarkington, mise en scène Bill Bryden, BBC, janvier 1999
- Perséphone de Igor Stravinsky, texte de André Gide, dirigé par Michael Tilson Thomas, Louise Davies Symphony Hall, San Francisco, septembre 2018

## Distinctions

### Décorations
- Commandeure de la Légion d'honneur Elle est faite chevalière le 31 décembre 1992[12], promue officière le 9 avril 2004[13], et commandeure le 29 mars 2013[14].
- Officière de l'ordre national du Mérite Elle est directement faite officière le 10 novembre 1997[15].
- Commandeure de l'ordre des Arts et des Lettres Elle est promue commandeure le 12 mars 2019[16].

### Prix et honneurs
- 2009 : Docteur honoris causa de l'American University of Paris
- 2012 : Médaille de vermeil de la Ville de Paris

### Récompenses cinématographiques
- BAFA 1954 : Meilleure actrice étrangère pour Lili
- Laurel Awards 1959 : Meilleure interprète féminine d'un film musical pour Gigi
- BAFA 1963 : Meilleure actrice pour La Chambre indiscrète
- Golden Globes 1964 : Meilleure actrice dans un film dramatique pour La Chambre indiscrète
- Laurel Awards 1964 : Meilleure interprète féminine d'un film dramatique (3e place) pour La Chambre indiscrète
- Women in Film Crystal Awards (en) 1989 : récompense pour l'ensemble de sa carrière
- Festival international du film de Palm Springs 1996 :  récompense pour l'ensemble de sa carrière
- Festival du film de Sarasota 2005 :  récompense pour l'ensemble de sa carrière
- Primetime Emmy Awards 2007 : Meilleure actrice invitée dans une série télévisée dramatique pour New York, unité spéciale, épisode Justice en accusation

### Nominations
- Oscars 1954 : Meilleure actrice pour Lili
- Golden Globes 1959 : Meilleure actrice dans un film musical ou une comédie pour Gigi
- Golden Globes 1962 : Meilleure actrice dans un film dramatique pour Fanny
- Laurel Awards 1962 : Golden Laurel de la meilleure actrice dramatique pour Fanny
- Oscars 1964 : Meilleure actrice pour La Chambre indiscrète
- Screen Actors Guild Awards 2001 : Meilleure distribution pour Le Chocolat (partagé)

## Publications

### Ouvrages
- (en) Leslie Caron, Vengeance (recueil de nouvelles), Doubleday (New York) et Weidenfeld & Nicolson (Londres), 1982  (ISBN 0385178964). Publié en France en 1983 aux éditions Balland
- (en) Leslie Caron, Thank Heaven : My autobiography, Viking Penguin (New York), JR Books Ltd (Londres), septembre 2009, 320 p. (ISBN 978-1-906779-24-5, présentation en ligne)
- Leslie Caron (trad. de l'anglais par Anne-Marie Hussein), Leslie Caron : Une Française à Hollywood (mémoires), Paris, Éditions Baker Street, 19 mai 2011, 448 p. (ISBN 978-2-917559-16-1)

### Articles
- (en) « Current Biography 1954 », New York, 1954
- Interview avec Jacques Fieschi et Bruno Villien, Cinématographe, Paris, octobre 1980
- (en) « Film Dope », Londres, mars 1982
- « Polonaises », Cinématographe, Paris, avril 1982
- « Enfin Star ! », Cinématographe, Paris, novembre 1983
- « Un ami : Truffaut », Cinématographe, Paris, décembre 1984
- (en) « Stars », Mariembourg, avril 1994

### Sources externes
- « Interview de Leslie Caron dans l'émission de radio Projection privée de Michel Ciment, à propos de la publication de ses mémoires, Une Française à Hollywood », sur France Culture, 18 juin 2011
- « Interview de Leslie Caron dans l'émission de radio Au temps pour moi de Harold Manning », sur France Inter, 24 juillet 2011
- « Interview de Leslie Caron dans l'émission de radio Hors-champs de Laure Adler », sur France Culture date=19 octobre 2011